# 世界報道写真財団
世界報道写真財団は1955年にオランダのアムステルダムで設立した非営利団体。世界報道写真展を毎年世界各地で開催しており、ヒューマン・ライツ・ウォッチと協力して、ティム・ヘザリントン助成金も行っている。